# Edgar Seligman
Edgar Isaac Seligman (San Francisco, Califòrnia, Estats Units, 14 d'abril de 1867 – Londres, 27 de setembre de 1958) va ser un tirador estatunidenc de naixement però posteriorment nacionalitzat britànic que va competir durant el primer quart del segle xx. Durant la seva carrera esportiva disputà fins a cinc edicions dels Jocs Olímpics, entre 1906 i 1924, amb tres medalles de plata guanyades. Seligman dominava les tres armes de l'esgrima, el floret, el sabre i l'espasa, i és l'únic tirador britànic en haver guanyat un mínim de dues vegades el campionat nacional britànic de les tres modalitats.
El 1906 va disputar els primers Jocs Olímpics a Atenes. Allà guanyà la seva primera medalla de plata en la competició d'espasa per equips, mentre en floret i espasa individual quedà eliminat en les fases prèvies.
El 1908 va prendre part en els Jocs Olímpics de Londres, on disputà dues proves del programa d'esgrima. En la competició d'espasa per equips guanyà la medalla de plata formant equip amb Edgar Amphlett, Leaf Daniell, Cecil Haig, Robert Montgomerie i Martin Holt; i en la competició d'espasa individual fou eliminat en la primera ronda.
Quatre anys més tard, als Jocs d'Estocolm, guanyà una nova la medalla de plata en la competició d'espasa per equips, mentre en espasa i floret individual fou sisè.
De les posteriors participacions en els Jocs de 1920 i 1924 destaca una cinquena posició final en la modalitat de floret per equips i una setena en espasa per equips a Anvers, el 1920.
El 1928 i 1932 va prendre part en els Jocs Olímpics en la modalitat de demostració d'art.